# منطقه حفاظت‌شده جزایر فارور
منطقهٔ حفاظت‌شدهٔ جزایر فارور یک منطقهٔ حفاظت‌شده با مساحت ۲۸۷۷ هکتار است که در استان هرمزگان در ایران قرار دارد. این منطقهٔ حفاظت‌شده طبق مصوبهٔ شمارهٔ ۶۴۶ در تاریخ ۶۶/۰۳/۲۰ در فهرست مناطق تحت حفاظت سازمان محیط زیست ایران قرار گرفت.